# 馬場通
馬場通（ばばどおり）は、兵庫県神戸市垂水区の町名。郵便番号は655-0021。

## 地理
垂水区南部の西垂水地区（旧西垂水村）に位置する。東は山手、北は野田通、南は瑞穂通、西は瑞ケ丘に接する。

## 交通

### バス
- 山陽バス - 野田通停留所(垂水東口・垂水駅方面)
- 神戸市バス - 野田通停留所(垂水東口・垂水駅方面)